# Werner Fresdorf
Werner Fresdorf (9 de Novembro de 1908 - 9 de Outubro de 1939) foi um comandante de U-Boot que serviu na Kriegsmarine durante a Segunda Guerra Mundial.